# سايلنت هيل: ذا آركيد
سايلنت هيل: ذا آركيد هي لعبة آركيد رعب البقاء سلسلة سايلنت هيل التي وضعتها كونامي. تم الكشف عنها للمرة الأولى في معرض الآركيد الياباني التجاري المتحد سنة 2007 من قبل كونامي. وأطلقت اللعبة في اليابان في أغسطس 2007، وخلال عام 2008 أطلقت في أوروبا.
كونها نوع شوتر Shoot 'em up - rail shooter، سايلنت هيل: ذا آركيد خرجت بشكل كبير عن نوع الاجزاء الباقية رعب البقاء

## نبذة
سايلنت هيل: ذا آركيد '.' تتعامل مع اثنين من الشخصيات، اريك وتينا، الذين دخلوا مدينة سايلنت هيل وبهذا يضعوا انفسهم في معركة مع الوحوش في حين يحاولوا كشف اللغز وراء كوابيس اريك حول فتاة وباخرة.

## طريقة اللعب
اللعب في سايلنت هيل: ذا آركيد يشبه سلسلة بيت الميت على اللاعبين استخدام البنادق الخفيفة واطلاق النار على الأعداء.
ذا آركيد لديها عناصر متعددة، حيث كل لاعب أن يختار إما أن يكون اريك أو تينا.
واللاعب الثاني يمكنه الانضمام لللعبة في أي وقت.

## الشخصيات
اريك: بطل الرواية الرئيسي للقصة. هادئ، محب 21- سنة طالب جامعي حاليا دراسته غامضة، وهو مقيم من بورتلاند. عندما كان طفلا، كان يعيش في سايلنت هيل ولكنه انتقل. توفي والديه أمامه ويقيم حاليا مع عمته وعمه. جده، كابتن البارونة الصغيرة، اختفى في بحيرة تولوكا لذلك قام اريك بالتحقيق في الشائعات التي تروج في جميع أنحاء المنطقة.
تينا: البطلة الرواية الرئيسية الأخرى للقصة. تينا هي أيضا في الـ21. شخصية متفائلة، طالبة جامعية من بورتلاند تنوي أن تصبح معلمة. تحقيقا لهذه الغاية، سجلت في وزارة التعليم. القلم صديق إيميلي العزيز، وقالت انه قد حان لسايلنت هيل لقائها.
بيل: صديق اريك وتينا. في بداية اللعبة يجرح بواسطة الوحوش. ولا تشاهده مرة أخرى بعد ذلك.
جيسي: صديق آخر لاريك وتينا، يسافر معهم إلى سايلنت هيل. بعد الهجوم على بيل، يختفي ولكن اريك وتينا يجدانه في المستشفى، بعد معركة مع رأس الهرم في العالم الآخر.
اميلي: فتاة تبلغ 9 أعوام التي ترداد إلى ميدويتش الابتدائية وهي ابنة رئيس مكتبة الجمعيات التاريخية. صديقة تينا، وتراسلها عبر الايميل خلال حصة الحاسوب. تشاهد خلال اللعب على التوالي وتنجو من هجمات الوحوش.
هانا: ولد في عام 1910، وهي فتاة مريضة التي تثير استياء أمها. ونتيجة لذلك، توفت بشكل مأساوي في الحادث الذي حصل على البارونة الصغيرة. وتصبح خصم في اللعبة حيث انها تتحول جسديا كمخلوق مع وجود رئيس ومخالب. بعد أن تهزم تتحول مرة أخرى إلى شكلها الأصلي وتنقذ من قبل اريك قبل أن تغادر عبر البارونة الصغيرة في حسن الخاتمة.
أشخاص آخرين مع اريك وتينا أعضاء في نادي المدرسة الذين جاءوا إلى سايلنت هيل معهم. بعد وصلولهم بيوم، يصبحوا في عداد المفقودين. واللاعب لديه خيار انقاذهم.

## الاستقبال
أعطيت لعبة تقيمات سلبية من قبل Destructoid الذي ينظر إليه بأنه "غير ضروري للغاية تدور على سلسلة بقاء الرعب الكلاسيكية.

## روابط خارجية
- Official Silent Hill: The Arcade website (باليابانية)